# Colt M1861 Navy
Colt Model 1861 Navy je šest-strelni perkusijski revolver v kalibru .36, ki ga je skonstruiral ameriški orožar Samuel Colt. Med letoma 1861 in 1873 ga je izdelovalo podjetje  Colt's Manufacturing Company. Skupaj je bilo izdelanih okoli 38.000 takih revolverjev. Za izdelavo je Colt uporabil cev in polnilni mehanizem .44-kalibrskega revolverja Colt Army Model 1860, le da so pri Navy različici cev skrajšali z 8,5 na 7,5 inča.
Običajno so v Colt M1861 Navy uporabljali naboj s tulcem, izdelanim iz nitratnega papirja, v katerem je bil že zapakiran smodnik. Ta papir je ob izstrelitvi okroglega ali koničastega svinčenega izstrelka v celoti pogorel, kar je pomenilo hitrejše ponovno polnjenje, saj strelcu ni bilo potrebno izvleči ostankov iz bobniča. Poleg tega je obstajala tudi možnost polnjenja z neposrednim stresanjem smodnika v bobnič in ročnim vstavljanjem svinčene krogle na smodniško polnjenje. Netilke so se vsakič zamenjale, njiihova ležišča pa so bila na zunanjem obodu bobniča.
Model 1861 Navy je bil v osnovi zasnovan podobno kot Colt Army Model 1860, vendar je imel zaradi manjšega kalibra nekoliko blažji odsun, zaradi česar je bil bolj priljubljen med konjenico. 
Kljub izjemni zanesljivosti pri delovanju pa je imel Colt M1861 Navy eno veliko pomanjkljivost. Ni imel namreč vgrajene varovalke. Tako se je večkrat zgodilo, da je kladivce pri padcu na tla udarilo po nezavarovani netilki, revolver pa se je sprožil. Problem so po večini reševali tako, da so pustili komoro, na kateri je slonelo kladivce prazno, kar pa je zmanjšalo kapaciteto bobniča s šestih na pet nabojev.